# Alte Oper

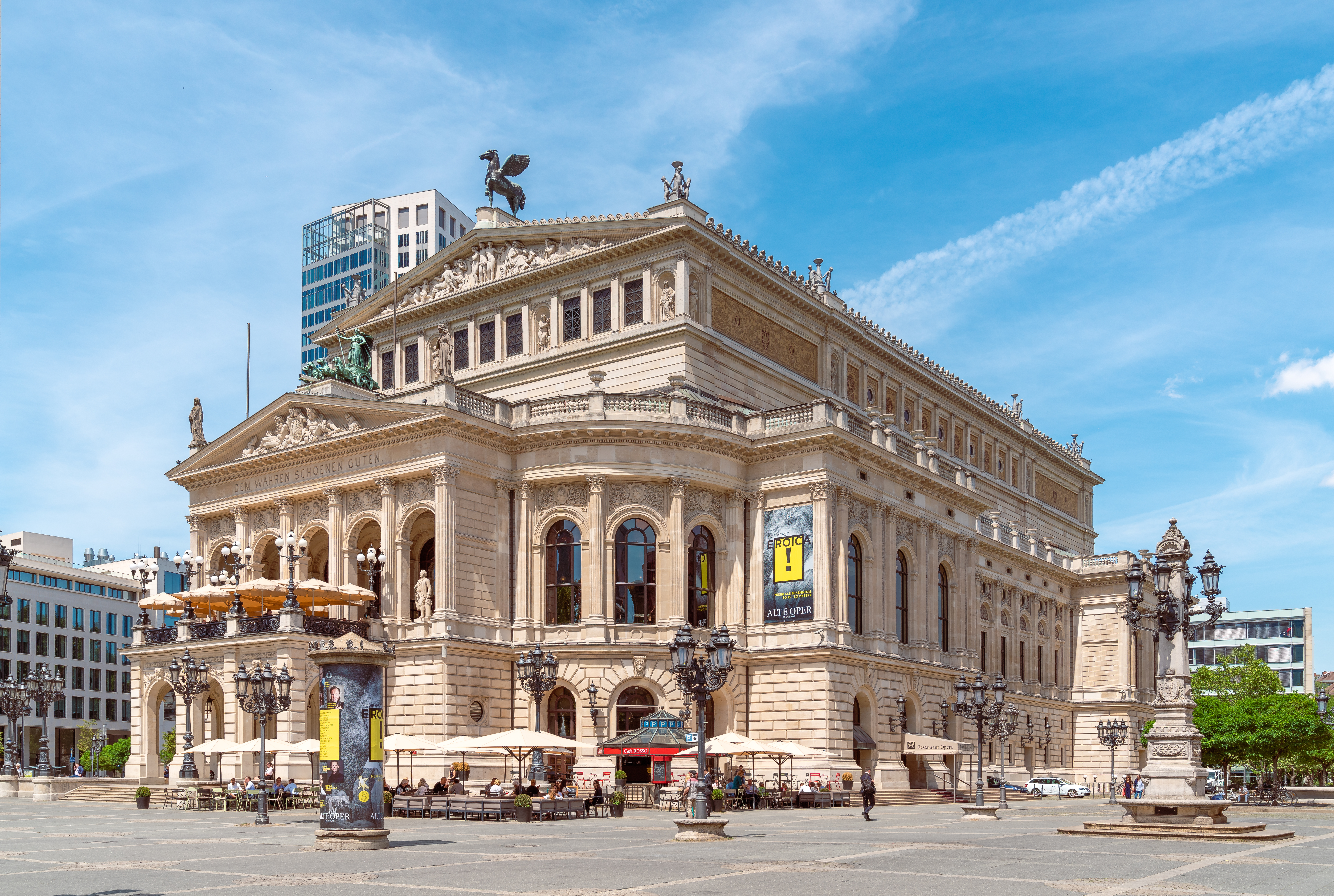
Die Alte Oper, von Südosten gesehen, Juli 2019

Die Alte Oper am Opernplatz in Frankfurt am Main ist ein Konzert- und Veranstaltungshaus. Sie wurde 1873 bis 1880 als Opernhaus der Städtischen Bühnen erbaut und bei einem Luftangriff 1944 zerstört. Während die Oper Frankfurt 1951 eine neue Spielstätte am Theaterplatz erhielt, blieb das Opernhaus noch lange Ruine. Erst 1976 begann der Wiederaufbau, der 1981 abgeschlossen war.

## Geschichte

### Planungen
Frankfurts erster fester Theaterbau, das 1782 eröffnete Comoedienhaus am Theaterplatz, genügte mehr als 80 Jahre lang den Anforderungen der Frankfurter Bürgerschaft. Im Parkett, den Parkettlogen, zwei Rängen und einer Galerie bot es etwa 1000 Sitzplätze. Noch 1854 wehrten sich die Bürger erfolgreich gegen Pläne für einen Neubau.
Nach der Annexion der Freien Stadt Frankfurt durch Preußen sorgte der Frankfurter Receß vom März 1869 für eine neue Diskussion. Die zwangsweise Eingliederung der ehemals souveränen Stadt in die preußische Provinz Hessen-Nassau wurde von der selbstbewussten Frankfurter Bürgerschaft als Demütigung empfunden. Die wirtschaftlichen Aussichten der auf Handel und Finanzwirtschaft angewiesenen Stadt waren unsicher, zumal ihre Finanzen durch eine von Preußen erhobene enorme Kriegskontribution von 5,8 Millionen Gulden belastet waren, die von den nur rund 8000 steuerpflichtigen Bürgern aufzubringen waren. Mit dem Gesetz vom März 1869 erhielt Frankfurt nicht nur die Kontribution zurück, sondern darüber hinaus eine Entschädigung von drei Millionen Gulden für das vom preußischen Staat beanspruchte staatliche Vermögen der Freien Stadt. Am 14. Dezember 1869 regte der vom preußischen König bestellte neue Oberbürgermeister Daniel Heinrich Mumm von Schwarzenstein den Neubau eines Theaters an. Am 23. Dezember 1869 versammelte sich daraufhin eine Gruppe von 67 vermögenden Bürgern im Saalbau und gründete einen Förderverein für den Theaterneubau. Bis zum 12. Januar 1870 kamen Spenden in Höhe von 480.000 Gulden zusammen. Das Opernhaus steht damit am Anfang einer Reihe repräsentativer Bauprojekte der Gründerzeit nach dem Frieden von Frankfurt 1871, mit dem die Stadt ihren politischen Bedeutungsverlust kompensierte.

### Bauprojekt

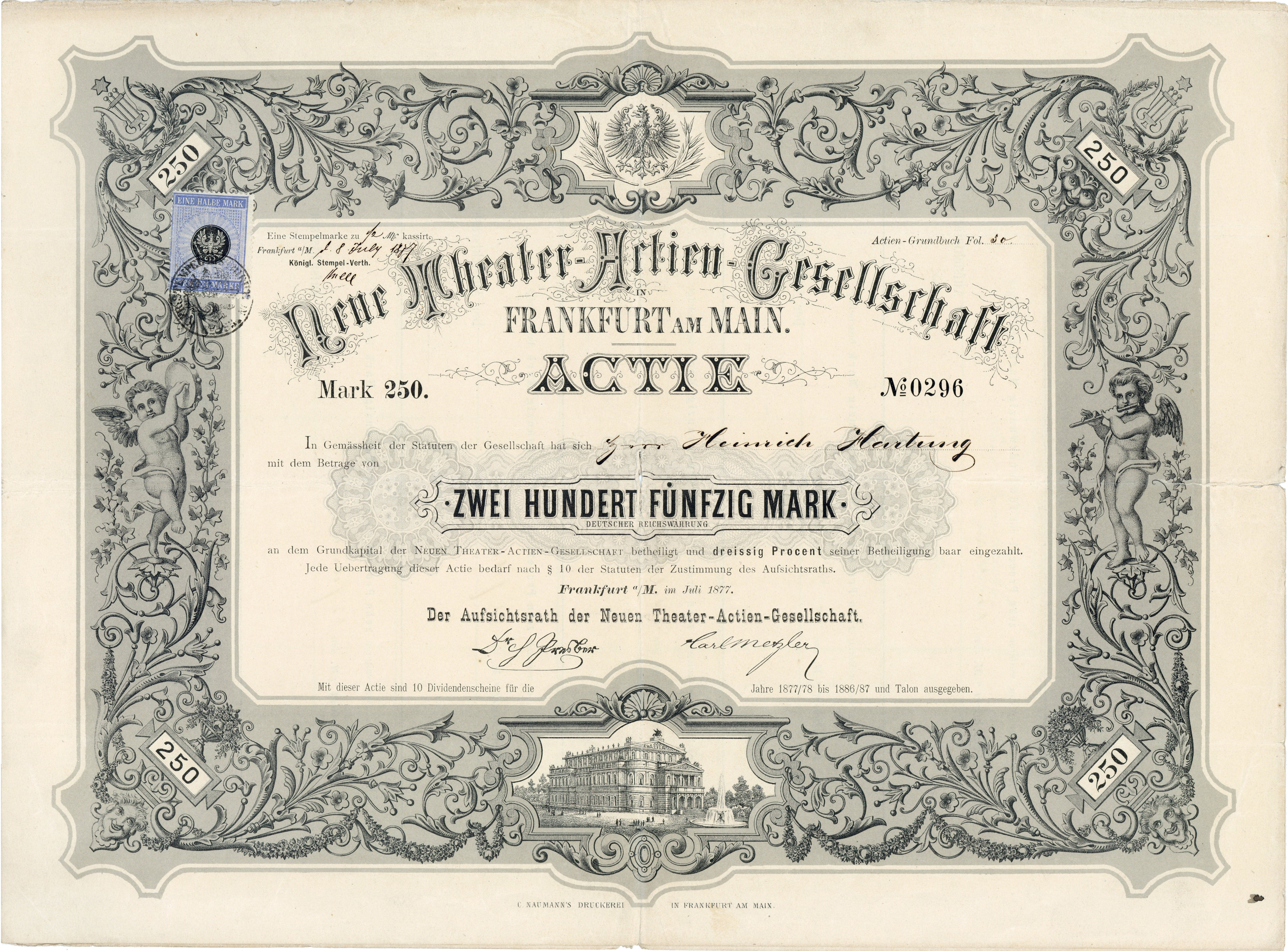
Gründungsaktie der Neuen Theater-AG in Frankfurt a. M. über 250 Mark, ausgegeben im Juli 1877. Die Überlassung von Oper und Schauspielhaus an die Gesellschaft erfolgte aufgrund des mit der Stadt Frankfurt a. M. am 21. Februar 1877 geschlossenen Vertrages, nach sechs Verlängerungen erst 1929 ausgelaufen.

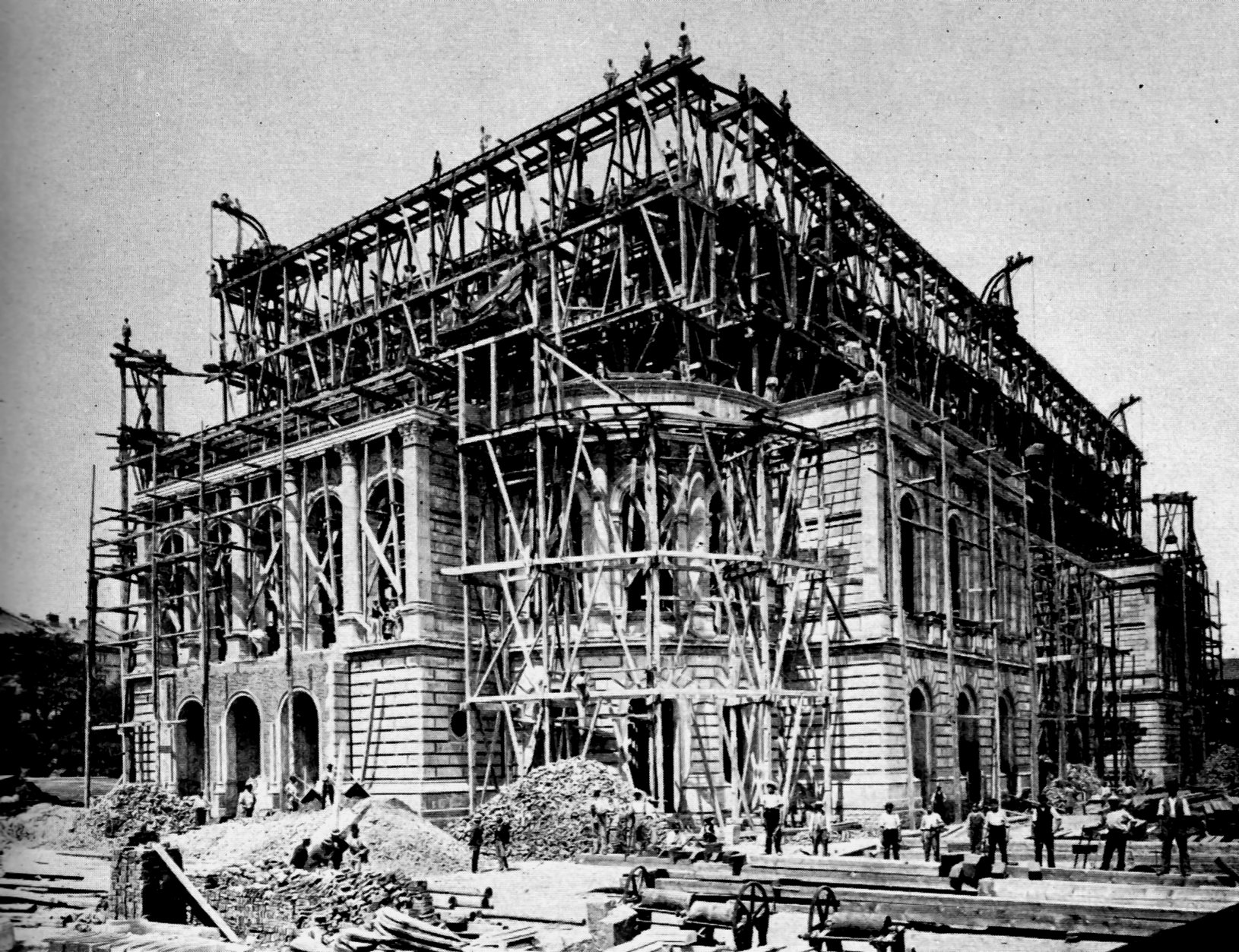
Bau des Opernhauses, um 1877

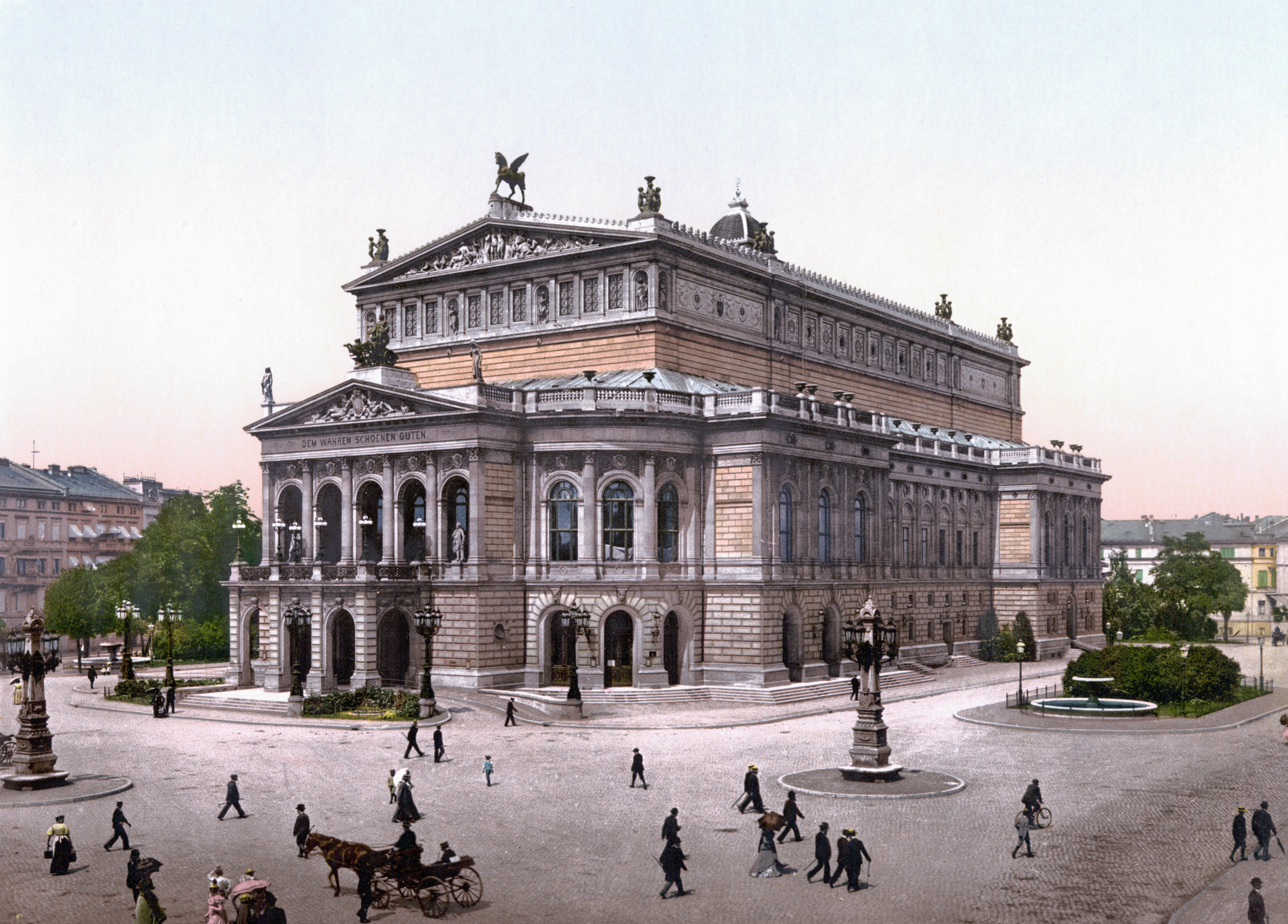
Opernplatz um 1900

Zu Beginn der Planung hatte Frankfurt etwa 80.000 Einwohner, die schon bis 1873 auf 100.000 anwuchsen. Dementsprechend plante man den Neubau für etwa 2000 Zuschauer auszulegen, doppelt so groß wie das bisherige Theater. Als Vergleichsbauten zog man das von Carl Ferdinand Langhans erbaute Königliche Opernhaus in Berlin, das gleichfalls von Langhans erbaute Leipziger Opernhaus und das Stadttheater Hamburg von Carl Ludwig Wimmel heran. Als Ergebnis plante man für den Frankfurter Neubau eine Grundfläche von 33.000 Quadratfuß, davon 14.000 für das Auditorium, 13.000 für das Bühnenhaus und 6000 für die Nebenräume einschließlich Treppen, Foyer und Vestibül.
Die Baukosten schätzte man auf etwa 18 bis 20 Gulden pro Quadratfuß, was Gesamtkosten von etwa 660.000 Gulden ergab. Im Parterre, I. und II. Rang sollten insgesamt 85 Logen entstehen, von denen 67 lebenslang für die Mitglieder des Fördervereins reserviert sein sollten. Als Bauplatz war zunächst der Rahmhof in der nordwestlichen Neustadt vorgesehen, dessen aus der frühen Neuzeit stammende Häuser abgerissen werden sollten, um einen rechteckigen Platz von 300 Fuß Breite und 450 Fuß Länge zu schaffen. Nach einer etwa sechsmonatigen Planungsunterbrechung während des Krieges von 1870 schrieb die Stadt Anfang 1871 eine beschränkte Konkurrenz aus. Die zunächst angefragten Gottfried Semper und Friedrich Hitzig lehnten aus Zeitmangel ab, stellten sich jedoch für das Schiedsgericht zur Verfügung. Nunmehr wurden Johann Heinrich Strack (Berlin), Gustav Gugitz (Wien), Gédéon Bordiau (Brüssel), Otto Brückwald (Altenburg) und Heinrich Burnitz (Frankfurt am Main) zur Teilnahme eingeladen.
An die Stelle von Gugitz, der aus Krankheitsgründen absagte, trat der Berliner Architekt Richard Lucae. Am 14. August 1871 trat das Schiedsgericht zur Prüfung der fünf eingegangenen Entwürfe im Saalbau zusammen. Es wählte einstimmig Lucaes im Stil der Neorenaissance gehaltenen Entwurf, verlangte jedoch einige Änderungen, die die Treppenanlage und den Logensaal betrafen. Außerdem entschied es, die ausgelobte Prämie von 1250 Talern für den Siegerentwurf auf 500 Taler zu reduzieren, „da das von uns bevorzugte Projekt nicht in allen Stücken entsprechend befunden worden war“. Die restliche Prämie empfahl es „als besondere Anerkennung ihrer Leistungen an die Herren Mitconcurrenten zu vertheilen.“
Am 5. Januar 1872 legte Lucae die überarbeiteten Pläne vor. Er vergrößerte den Portalbau, um Platz für die von der Kommission gewünschten Repräsentationsräume zu schaffen. Anfang 1872 schlug die Handelskammer Frankfurt einen Grundstückstausch vor. Sie hatte für den Neubau der Börse ein Grundstück vor dem Bockenheimer Tor erworben und bot es der Theaterbaukommission im Tausch gegen den Rahmhof an. Da auch Lucae den Tausch nachdrücklich befürwortete, nahm die Kommission das Angebot an. Der Standortwechsel erforderte eine erneute Überarbeitung der Pläne. Am 31. Mai 1872 nahm der Magistrat Lucaes dritten Entwurf ab.
Am 6. Juni 1872 genehmigte die Stadtverordnetenversammlung das Projekt am neuen Standort in den Wallanlagen. Zuvor hatte es bereits in der Presse scharfe Kritik am Fehlen detaillierter Pläne und einer belastbaren Baukostenkalkulation gegeben. Die Kritik richtete sich allerdings gegen den Architekten, nicht gegen die luxuriösen Wünsche der Baukommission. „Wenn Herr Professor Lucae, dem doch die Leitung des ganzen Baus übertragen werden soll, außer Stande wäre, vor Beginn des Werkes einen detaillierten Kostenvoranschlag vorzulegen, dann kann ihn die Stadt – seine künstlerische Begabung in Ehren – als praktischen Baumeister nicht brauchen. Jeder Baumeister, der den Plan zu einem Gebäude entworfen hat, und seine innere und äußere Erscheinung genau kennt, muß einen solchen Kostenvoranschlag liefern können; zu dem lächerlichen Rechenexempel aber, das die Theaterbaukommission aufgestellt hat, würde ein beliebiges Schulkind zu gebrauchen sein.“ Tatsächlich lag zu diesem Zeitpunkt nur eine grobe Schätzung der Baukosten von etwa 1,8 Millionen Mark vor.
Wesentliche Details der Bauausführung waren noch ungeklärt, beispielsweise die genaue Anzahl und Lage der Logen, Sitz- und Stehplätze sowie der Zugänge und Treppen. Im Frühjahr 1873 begannen erste Erdarbeiten auf dem Bauplatz. Der Planer des Heizungs- und Lüftungssystems zog sich aus dem Projekt zurück, sein Nachfolger starb, ehe er die Planung fertigstellen konnte. Eine Ausschreibung der Lüftungsanlage unter fünf Wettbewerbern erbrachte kein brauchbares Ergebnis. Im Mai 1874 mussten die Bauarbeiten deshalb für etwa ein Jahr unterbrochen werden. Albrecht Becker, ein Schüler Lucaes, übernahm die Bauleitung und arbeitete die Planung der Heizung und Lüftung selbst nach dem Vorbild des Wiener Opernhauses aus. Mittlerweile war der fünfte Baukredit verbraucht und die Baukosten übertrafen alle Erwartungen. Als Lucae am 26. November 1877 unerwartet starb, war der Bau erst im Rohbau fertiggestellt. Edgar Giesenberg übernahm die Ausführung der Innenausstattung nach Lucaes Entwürfen. Er signierte alle seine Entwürfe bescheiden mit Lucae invenit, Giesenberg sculpsit („Lucae hat es entworfen, Giesenberg ausgeführt“).
Die Auseinandersetzung um die Baukosten brachte den kunstsinnigen Oberbürgermeister Mumm von Schwarzenstein, der das Projekt initiiert und gegen alle Widerstände stets gefördert hatte, um seine Wiederwahl. Die Stadtverordnetenversammlung wählte am 13. November 1879 den sparsamen Verwaltungsexperten Johannes Miquel zu seinem Nachfolger. Mumm von Schwarzenstein schied mit dem Ablauf seiner Wahlperiode am 26. Februar 1880 aus dem Amt.

### Opernhaus 1880–1944

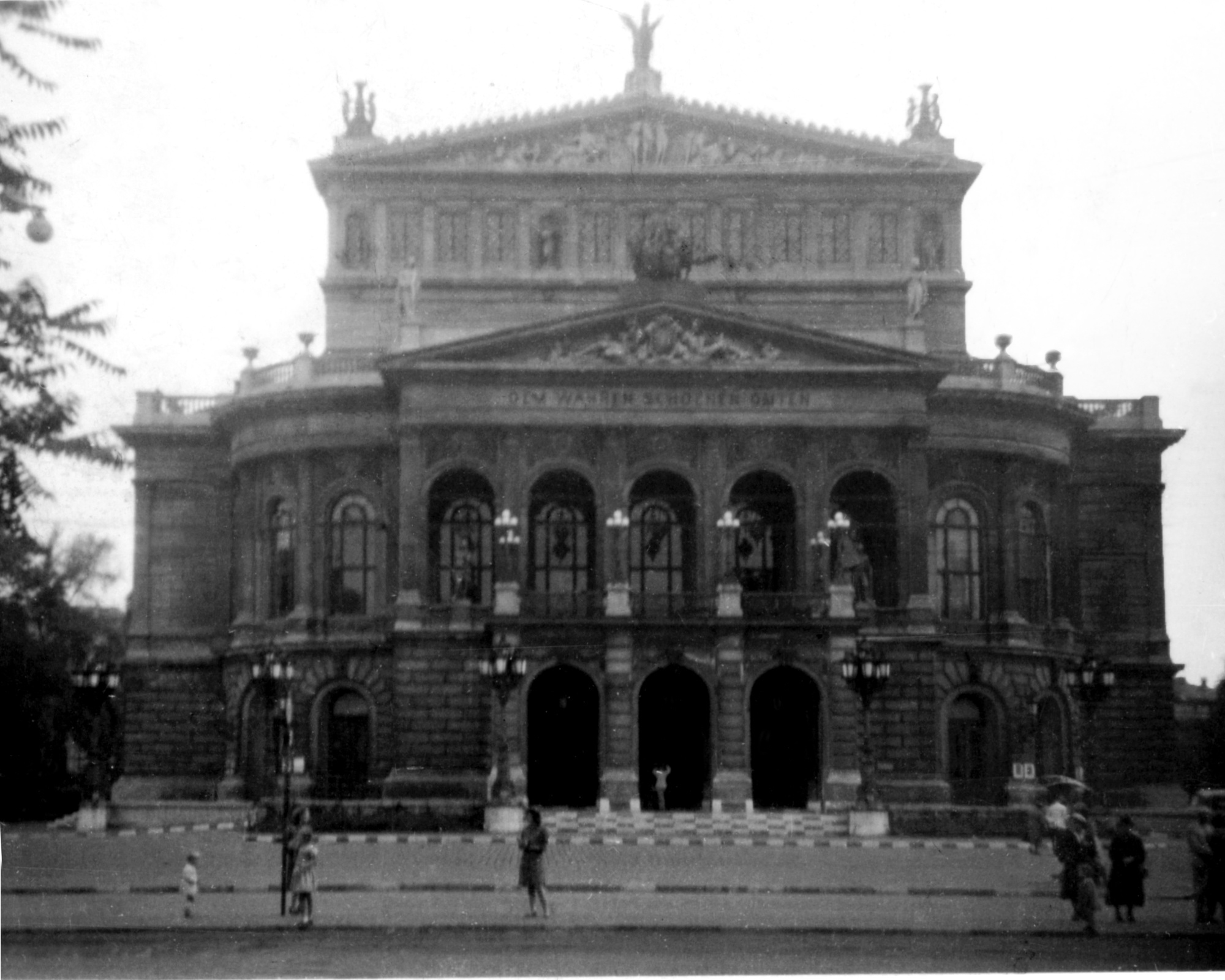
Die Alte Oper 1943, kurz vor der Zerstörung

Am 20. Oktober 1880 wurde das Gebäude mit Mozarts Oper Don Giovanni unter der musikalischen Leitung von Otto Dessoff eröffnet. Unter den geladenen Gästen zur Einweihung befand sich auch der deutsche Kaiser Wilhelm I. Intendant Emil Claar erinnerte sich später: „Beim Betreten des strahlenden Treppenhauses sah Kaiser Wilhelm, lange stehenbleibend, in die Höhe und sagte zu mir: ,Das könnte ich mir in Berlin nicht erlauben.‘“
Am 27. November 1882 lag die Endabrechnung vor. Einschließlich des benachbarten Dekorationshauses und der Außenanlagen waren 6.810.423,92 Mark ausgegeben worden, denen Einnahmen von 518.246 Mark aus dem Verkauf der Bauplätze am Opernplatz und an der Hochstraße und 857.142 Mark Zuschüsse der Logenmieter entgegenstanden. 5.433.035 Mark blieben somit zu Lasten des städtischen Haushaltes. Die Frankfurter Bürger standen dem Opernhaus deshalb anfangs reserviert gegenüber. So veranlasste die auf Goethe zurückgehende Inschrift am Dachfries „Dem Wahren Schoenen Guten“ den Frankfurter Dichter Adolf Stoltze zu seiner mundartlichen Variante Dem Wahre, Scheene, Gute, die Berjerschaft muß blute. Aber der Bau wurde auch ein Symbol des gewachsenen Selbstvertrauens der Bürgerschaft unter der ungeliebten preußischen Herrschaft.
Das Opernhaus war Ort zahlreicher Uraufführungen, wie z. B. der von Carl Orffs Carmina Burana im Jahr 1937.

### Kriegszerstörung

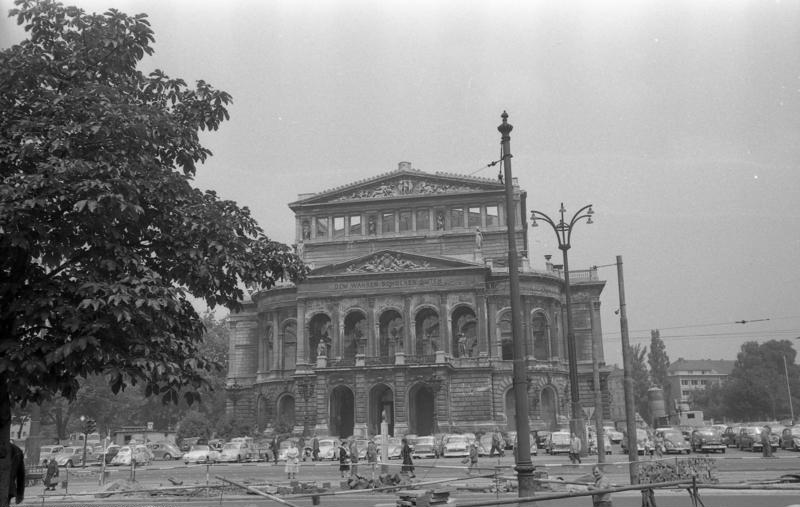
Die Ruine der alten Oper 1958

Im Zweiten Weltkrieg ging der Spielbetrieb unter Intendant Hans Meissner zunächst auch nach Beginn der Luftangriffe auf Frankfurt am Main weiter. Am 28. Januar 1944 senkte sich der Vorhang zum letzten Mal nach einer Vorstellung des Don Giovanni, dem Werk, mit dem das Opernhaus 1880 eröffnet worden war. Am Tag darauf wurde es so schwer beschädigt, dass keine Aufführungen mehr möglich waren. Die Stadt begann umgehend mit der Instandsetzung und wollte das Haus bis April wieder spielfähig machen. Noch während der Bauarbeiten wurde das an der Ostseite des Opernplatzes gelegene Kulissenhaus beim Luftangriff in der Nacht vom 18. zum 19. März 1944 getroffen. Es brannte völlig aus, die Feuerwehr konnte aber ein Übergreifen des Brandes auf das Opernhaus und die umliegenden Häuserblocks verhindern.
Bei einem weiteren schweren Luftangriff am 22. März 1944 trafen Sprengbomben den nordöstlichen Eckrisalit, der völlig zerstört wurde. Brandbomben setzten das Gebälk und die Ausstattung des Innenraums in Brand, der sich rasch ausbreitete und das ganze Gebäude ergriff. Fotos, die unmittelbar nach dem Einmarsch US-amerikanischer Truppen im März 1945 in der Ruine aufgenommen wurde, zeigen allerdings, dass vor allem das prunkvolle Treppenhaus den Brand einigermaßen überstanden hatte. Die marmorne Treppe war zwar von Trümmern des eingestürzten Daches und der Wände bedeckt, jedoch blieben eine Vielzahl der Kandelaber, Wandleuchter und Verzierungen unversehrt.
Dringend erforderliche Sicherungsarbeiten unterblieben jedoch, da die zerstörte Stadt andere Prioritäten hatte, um die Lebensmittel- und Wohnungsversorgung der Bevölkerung sicherzustellen. Die Oper Frankfurt konnte im unzerstört gebliebenen Saal der Getreidebörse ihren Spielbetrieb am 29. September 1945 mit einer Aufführung von Tosca wieder aufnehmen.
Im Juni 1946 erklärte Oberbürgermeister Kurt Blaum, dass an einen Wiederaufbau des Opernhauses vorerst nicht zu denken sei. Stattdessen solle die Oper in das bisherige Schauspielhaus verlegt werden, das eventuell später zu einem gemeinsamen Haus für Oper und Schauspiel ausgebaut und durch einen Flügelanbau ergänzt werden könne. Die Opernhausruine könne später, gemäß einem schon im Frühjahr 1946 veröffentlichten Vorschlag, zu einem Kongresszentrum mit einem Konzertsaal für 2000 Besucher umgestaltet werden.

### Konflikt um den Wiederaufbau
Die Wiederaufbaudiskussion zog sich über fast 30 Jahre hin. Statt die Ruine zu sichern, überließ sie der Magistrat 1946 Schrotthändlern zur Ausschlachtung. Über 400 Tonnen „wertlose Eisenteile“ wurden herausgebrochen und als „Schrott“ verwertet, darunter Stahlgerüste der Zuschauerränge, Versorgungsleitungen, die Kupferabdeckungen der Mauerkronen sowie alle erhaltenen Leuchter, Geländer und anderer Schmuck aus Buntmetallen. Erst nach der Währungsreform 1948 gründete sich ein Kuratorium für den Wiederaufbau der Städtischen Bühnen unter Leitung von Oberbürgermeister Walter Kolb.
Aus finanziellen Gründen konzentrierte sich der Magistrat zunächst auf die Wiederherstellung des Schauspielhauses, das als neue Spielstätte für die Oper vorgesehen war. Im Oktober 1949 bewilligte die Stadtverordnetenversammlung 1,4 Millionen DM für den ersten Bauabschnitt. Gleichzeitig gab es im Magistrat Überlegungen, die Opernhausruine ganz zu beseitigen und an ihrer Stelle einen Parkplatz anzulegen; zur Sicherung der Ruine seien 200.000 DM erforderlich, die nicht zur Verfügung stünden.
Am 13. Februar 1950 beschloss der Magistrat sogar die Schließung der Städtischen Bühnen und die dauerhafte Einstellung aller Bauarbeiten. Nach öffentlichen Protesten und einer Unterschriftenaktion der betroffenen Künstler und der Frankfurter Tageszeitungen widerrief der Magistrat seine Entscheidung. Im Juli 1950 beendeten die Stadtverordneten diese „Frankfurter Theaterkrise“ und genehmigten weitere zwei Millionen Mark für den Weiterbau der Oper im alten Schauspielhaus, die am 23. Dezember 1951 mit einer Aufführung der Meistersinger von Nürnberg eröffnete.
Der Wiederaufbau der Opernhausruine war damit auf absehbare Zeit politisch und finanziell unmöglich, da die Haushaltssituation der Stadt weiterhin angespannt blieb und kein weiteres kulturelles Großprojekt zuließ. Deshalb gründeten Frankfurter Bürger unter Führung des Stadtverordneten Max Flesch-Thebesius 1952 das Komitee „Rettet das Opernhaus.“ Ein 1952 im Auftrag Frankfurter Bauunternehmen erstelltes Gutachten ergab, dass die Ruine standfest und grundsätzlich für den Wiederaufbau geeignet war, aber durch die unsachgemäß durchgeführten Abbrucharbeiten von 1946 und die jahrelangen Witterungseinflüsse erheblichen Schaden erlitten hatte.

### „Rettet das Opernhaus“

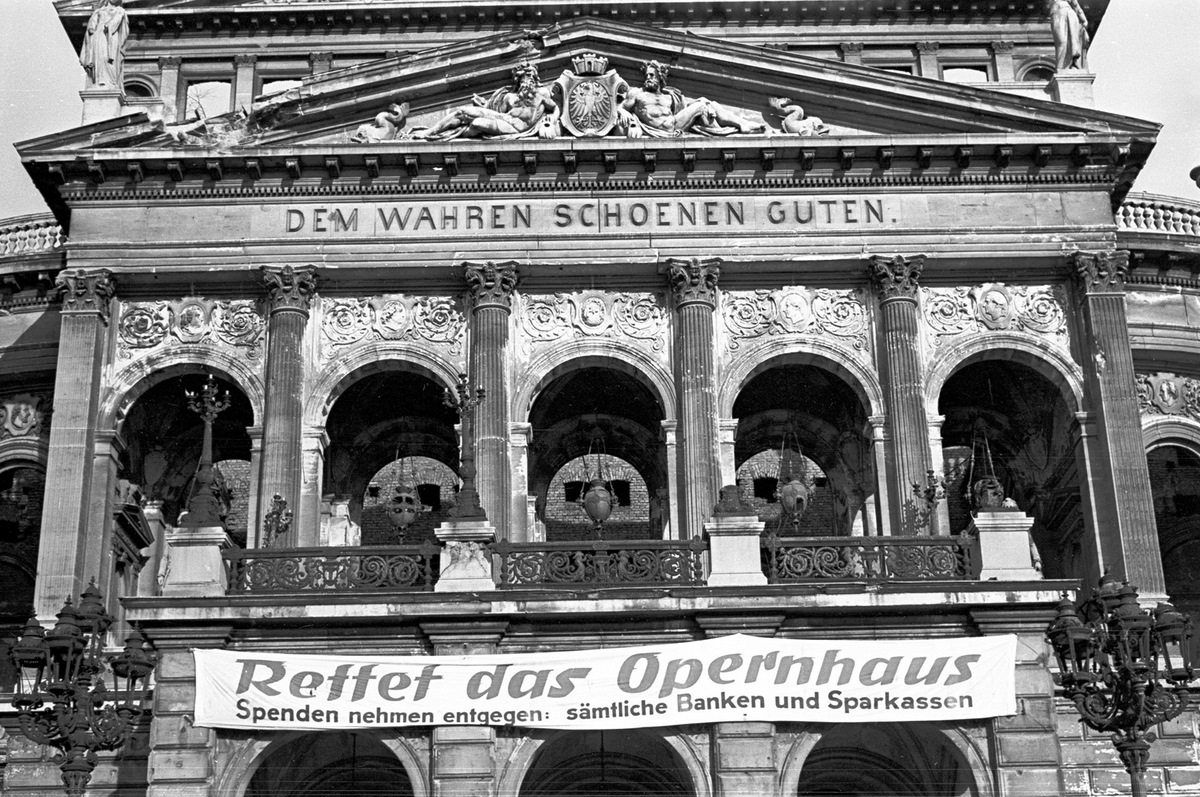
„Rettet das Opernhaus“: Spendenaufruf der gleichnamigen Bürgerinitiative in den 1950er Jahren

Ab Juli 1953 sammelte die Bürgerinitiative mit Hilfe der Polytechnischen Gesellschaft und namhafter Unterstützer aus der Frankfurter Bürgerschaft für den Wiederaufbau. Damals schrieb Thomas Mann an Flesch-Thebesius:

„Mit dem Frankfurter Opernhaus verbindet sich für mich die Erinnerung früher dramatischer Eindrücke. Auf einer Ferienreise mit meinen Eltern hörte ich dort, ein halber Knabe, zum ersten Mal Wagners ‚Fliegenden Holländer‘ – in einer nach meinen provinziellen Begriffen ganz wunderbaren Aufführung. Auch das Bild des Prachtbaus, in dem dies Wunder vor sich ging, prägte sich mir schon damals für immer ein … Das Kriegsschicksal des Bauwerkes, das doch wohl zum Besten gehört, was das historisch anlehnungsbedürftige 19. Jahrhundert vermochte, ging mir nahe, und ich empfinde mit den Kunstsachverständigen, die, was davon aufrecht geblieben, den glänzenden Mantel des Gebäudes, erhalten zu sehen wünschen … Rechnen Sie mich also, bitte, zu denen, für die die pietätvolle Erhaltung des Opernbaus, der noch in seinem gegenwärtigen schmerzlich mitgenommenen Zustand ein Glanzstück harmonischer Architektur bleibt, und den man geistvoll ‚die Schließe im kostbaren Gürtel des Stadtleibes‘, den Frankfurter Anlagen, genannt hat, eine wahre Herzenssache ist.“

Bis April 1954 kamen 150.000 DM an Spenden zusammen. Trotz der prominenten Mentoren reichte das gesammelte Geld nicht einmal für die Sicherung der Ruine, geschweige denn für den Wiederaufbau. Ein im Oktober 1953 vorgestellter Entwurf von Gerhard Weber sah vor, die Fassade und das Treppenhaus zu erhalten und auf der Höhe des Foyers einen Konzertsaal von 50 mal 28 Metern für etwa 2000 Besucher zu schaffen; ein kleinerer Saal mit 600 Plätzen und ein intimes Theater mit rund 250 Plätzen sollten das Opernhaus zu einem Kulturzentrum umgestalten. Weber bezifferte die voraussichtlichen Kosten auf 4,5 bis 5 Millionen DM; das städtische Baudezernat bezweifelte die Kostenberechnung und schätzte die Kosten auf 15 bis 18 Millionen. Im September 1954 übergab Flesch-Thebesius die gesammelten 150.000 DM an Oberbürgermeister Kolb; der nahm das Geld an, verkündete jedoch eine Woche später, der Wiederaufbau des Opernhauses werde erst eingeleitet, wenn die Wohnungsnot behoben sei. Die für ein provisorisches Dach fehlenden 23.000 DM wollte die Stadt zwar nicht aus eigenen Mitteln bereitstellen, ließ aber mit dem gespendeten Geld andere Sicherungsarbeiten an der Ruine durchführen.
In der zweiten Hälfte der 1950er Jahre rückte die Oper Frankfurt unter ihrem Generalmusikdirektor Georg Solti wieder in die erste Reihe der europäischen Opernhäuser auf, während das Schauspiel immer noch auf seine engen, provisorischen Spielstätten angewiesen war. Das Hochbauamt lehnte den Wiederaufbau der Oper weiterhin ab und konzentrierte sich in diesen Jahren ganz auf den 1956 beschlossenen Umbau des von der Oper genutzten ehemaligen Schauspielhauses am Theaterplatz zur Theater-Doppelanlage. 1960 erfolgte die Grundsteinlegung, 1963 wurden das neue Schauspiel und das Kammerspiel eingeweiht.
Das Opernhaus blieb bis auf weiteres Ruine. 1964 wurde die Bürgerinitiative „Aktionsgemeinschaft Opernhaus Frankfurt am Main e. V.“ mit hochrangigen Vertretern aus Wirtschaft, Gewerkschaften, Kultur und Frankfurter Bürgern unter Vorsitz von Fritz Dietz gegründet. In den ersten zwei Jahren konnten sieben Millionen D-Mark aufgebracht werden für die Erhaltung und Sanierung der Ruine. Bis zur Wiedereröffnung kamen 15 Millionen D-Mark an Spenden zusammen. Damit war dies die größte Bürgerinitiative der Bundesrepublik auf kulturellem Gebiet; am 15. März 1982 löste sie sich auf. 1965 sprach der damalige hessische Wirtschaftsminister Rudi Arndt bei einer Opernpremiere mit Dietz und wurde anschließend in der Frankfurter Rundschau zitiert: „Wenn Sie das Ding in die Luft sprengen, gebe ich eine Million für das Dynamit.“ So erhielt er seinen Spitznamen „Dynamit-Rudi“, den er später trotz aller Beteuerungen, er habe die Sprengung nie ernsthaft vorgeschlagen, nie wieder loswurde.

## Wiederaufbau
1968 begannen mit den inzwischen gesammelten Spenden dringend notwendige Reinigungs- und Erhaltungsarbeiten an der rußgeschwärzten Fassade. 1970 wurde Walter Möller zum Frankfurter Oberbürgermeister gewählt. Der linke Sozialdemokrat bekannte sich bereits in seiner Antrittsrede am 9. Juli zum Wiederaufbau der Alten Oper, den er schon zuvor öffentlich befürwortet hatte. Er bildete eine Beratergruppe aus einflussreichen Parteifreunden, darunter der Bankier Walter Hesselbach und die Architektin Inge Voigt. Außerdem berief er Hilmar Hoffmann zum Frankfurter Kulturdezernenten.
Nach Möllers überraschendem Tod 1971 wurde Arndt sein Nachfolger. Er brachte den Wiederaufbau endgültig auf den Weg. 1976 wurden Helmut Braun und Martin Schlockermann mit dem Wiederaufbau der Ruine als Konzert- und Kongresszentrum beauftragt. Arbeitsparole des Generalmanagers Ulrich Schwab war von allem das Beste, Modernste. Alleine das Engagement des Star-Akustikers Heinrich Keilholz verteuerte den Posten „Elektroakustik“ von 1,8 auf 2,8 Millionen D-Mark.
Unter der Intendanz von Ulrich Schwab wurde das Haus als „Alte Oper“ am 28. August 1981 im Beisein des damaligen Bundespräsidenten Karl Carstens mit Gustav Mahlers 8. Sinfonie feierlich wiedereröffnet. Frank Zappas letztes Projekt The Yellow Shark wurde im September 1992 vom Ensemble Modern unter der Beteiligung des Komponisten hier uraufgeführt.
Heute finden dort regelmäßig Konzerte, auch konzertante Aufführungen, Kongresse und Gastspiele statt. Neben der Alten Oper bespielen vier Konzertveranstalter das Haus: die Frankfurter BachKonzerte, die Frankfurter Museums-Gesellschaft, der Hessische Rundfunk und die PRO ARTE Frankfurter Konzertdirektion. Jährlich findet der Deutsche Sportpresseball statt.
Der holzgetäfelte Große Saal fasst ca. 2.500 Zuschauer. Darunter gibt es den Mozart-Saal mit ca. 700 Sitzplätzen, der für Kammermusik genutzt wird, und eine Reihe kleinerer Säle für Kongresszwecke. Zum 40-jährigen Jubiläum des Wiederaufbaus wurde zur Spielzeit 2021/2022 das Foyer in der Zwischenebene 2 neu gestaltet. Die früheren Garderobenbereiche wurden entfernt und die begehbare Fläche vergrößert. Unter dem Namen Clara Schumann Foyer soll es künftig auch für Publikumszwecke, beispielsweise für mediale Präsentationen, genutzt werden. Clara Schumann wirkte ab 1878 als Klavierlehrerin am Hochschen Konservatorium im Westend nahe der damals im Bau befindlichen Oper.

## Baubeschreibung

### Baumaterial
Das 1880 eröffnete Opernhaus besteht überwiegend aus zweischaligem Verblendmauerwerk: Einer Tragschale aus Backsteinen war eine 15 bis 20 Zentimeter starke Verkleidung aus Savonnières vorgelegt. Der weißgelbe, feinkörnige Kalkstein aus Lothringen stammte aus französischen Reparationsleistungen nach dem deutsch-französischen Krieg 1870/71. Die Steine wurden unterirdisch gebrochen. Dasselbe Material fand auch für die Steinfiguren und Reliefs Verwendung. Für stärker belastete Bauelemente verbaute man härteren Kalkstein aus anderen lothringischen Steinbrüchen: Der Stein für den Sockel stammt aus Lérouville, für die Türeinfassungen des Haupteingangs aus Reffroy und für die Freitreppe vor dem Eingang aus Euville.
Der helle französische Kalkstein war ein für Frankfurt ungewohntes Material. Alle großen Repräsentationsbauten der Stadt, wie der Dom, der Römer, die Paulskirche oder die Börse, waren in rotem Mainsandstein errichtet. Er ließ sich aber leichter bearbeiten als der traditionelle Sandstein. Im Laufe der Zeit dunkelt der Muschelkalkstein nach und bildet eine elfenbeinfarbene Patina. Beim Wiederaufbau mussten die durch Luftverschmutzung verwitterten Fassaden großflächig gereinigt und beschädigte oder zerstörte Fassadenteile ersetzt werden. Die Steine für den Wiederaufbau stammten aus demselben Steinbruch wie die ursprünglichen. Neue und alte Bauteile sind aber an ihren Farbunterschieden deutlich erkennbar.

### Architektur
Das Opernhaus besteht aus zwei ineinandergeschachtelten Baukörpern. Der rechteckige, von einem flachen Satteldach gedeckte Kernbau umfasste die Haupträume Treppenhaus, Auditorium und Bühne. Heute nimmt er die Säle und Innenfoyers auf. Ihn umgibt ein zweigeschossiger Mantelbau, der an allen vier Seiten mit Vorbauten versehen ist und die eigentliche Fassade des Gebäudes bildet. Das Erdgeschoss besteht aus dem Sockel, dem Sockelgesims und einer Rustika aus Steinquadern im Läuferverband, unterbrochen von eingelassenen Fenstern. Über dem Gebälk des Hauptgeschosses verläuft eine umlaufende Balustrade, die die flachen Pultdächer des Mantelbaus verdeckt.
An den Längsseiten treten am Anfang und Ende jeweils zwei dreiachsige Risalite um 4,70 Meter aus der Wand hervor. Zur Südseite hin erweitert sich der Mantelbau nochmals um 8,60 Meter. Die Hauptfassade besteht aus einem fünfachsigen, giebelbekrönten Risalit, dem eine dreiachsige Unterfahrt mit Altan vorgestellt ist. Diese überdachte Einfahrt ist 12,86 Meter breit und 5,85 Meter tief. Sie hat an den Seiten jeweils eine, an der Frontseite drei offene Arkaden. Die drei Arkaden an der Rückseite führen ins Gebäudeinnere. Die zu den seitlichen Einfahrten führenden Rampen ermöglichten die Vorfahrt von Kutschen, während vom Vorplatz zu den drei Eingangsarkaden eine fünfstufige Treppe führt.
Vom 20,92 Meter breiten Mittelrisalit leiten links und rechts zwei konvexe Viertelkreismauern mit jeweils drei Fensterachsen zu den Längsseiten über. Risalit und Viertelkreisbögen sind einheitlich gestaltet: Im Erdgeschoss läuft die Quaderung des Mauerwerks bogenförmig um die Arkade und endet in einem mit einem Maskenrelief verzierten Schlussstein. Das Hauptgeschoss des Mittelrisalits ist ein fünfachsiger Portikus mit Halbsäulen zwischen den Arkaden und Eckpilastern. Die fünf Arkaden bilden eine Loggia. Den Halbsäulen und Eckpilastern des Risalits entsprechen an den bogenförmigen Seitenmauern Dreiviertelsäulen zwischen den drei Rundbogenfenstern und Pilaster an den Ecken. Das Hauptgeschoss an den Seitenmauern und Seitenrisaliten ist ebenfalls durch Pilaster geschmückt. Alle Säulen und Pilaster des Hauptgeschosses sind in korinthischer Ordnung ausgeführt.
An der Rückseite des Gebäudes tritt ein dreiachsiger, 12,96 Meter breiter Mittelrisalit um 2,40 Meter aus der Wandfläche hervor. Das gesamte Gebäude ist maximal 100,31 Meter lang und 47,46 Meter breit, die Höhe über der Bodenkante beträgt maximal 34 Meter. Die überbaute Grundfläche beträgt ca. 4000 Quadratmeter.

### Innenräume
Vom Eingang gelangt man in den Windfang. Der mit Kreuzrippen geschmückte Raum erstreckt sich über die fünf Achsen des Mittelrisalits und ist eine Achse tief. In den beiden äußeren Achsen befinden sich die Kassen. Durch fünf rundbogige Türen gelangt man in das Vestibül, das einschließlich der beiden viertelkreisförmigen Entrées zu beiden Seiten 19 Meter breit, 8,50 Meter tief und 6,50 Meter hoch ist. Die Wände sind durch Pilaster mit Basis und korinthisierenden Stuckkapitellen geschmückt, die Kassettendecke ebenfalls aus Stuck gefertigt. Windfang und Vestibül wurden beim Wiederaufbau 1976 bis 1981 rekonstruiert.

### Haupttreppenhaus

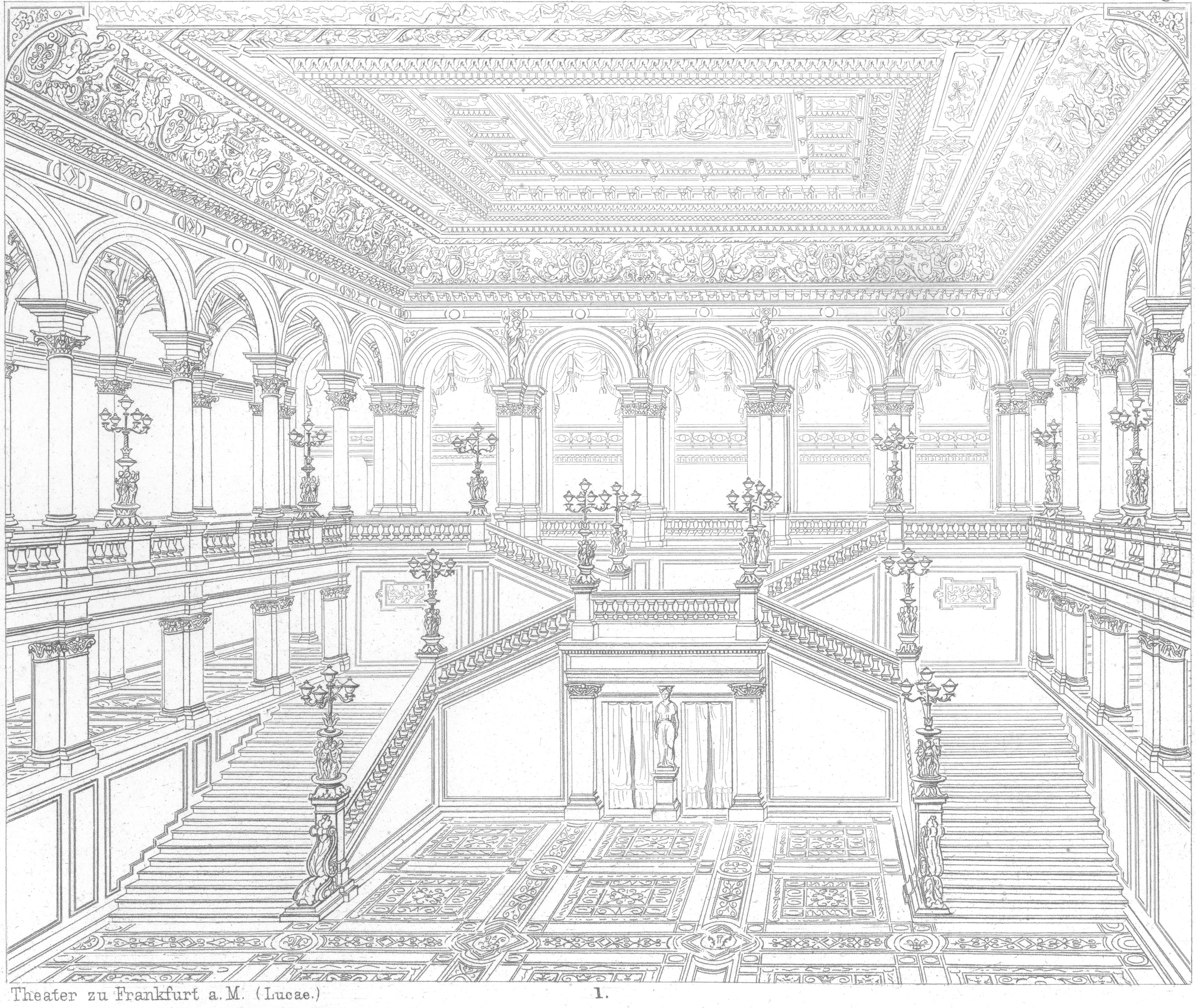
Treppenhaus des Opernhauses, Zustand von 1879

Bereits im Kernbau lag das prunkvoll geschmückte Treppenhaus. Es erstreckte sich über sieben Achsen in der Breite und fünf Achsen in der Tiefe, entsprechend 28 und 18 Metern. Die Höhe betrug 16,50 Meter. Es nahm damit gut ein Fünftel der Gesamtlänge des Gebäudes in Anspruch. Die Treppe wurde in sechs Läufen von jeweils 3,50 Metern Breite um den in der Mitte gelegenen Eingang zum Parkett und zu den Sperrsitzen geführt. Die beiden seitlichen Treppenläufe führten auf die Ebene der Parterrelogen, die oberen vier Läufe über ein Mittelpodest mit Richtungswechsel zu den Logen im I. Rang auf Höhe des Hauptgeschosses.
Das Treppenhaus wurde nach der Zerstörung nicht wieder aufgebaut. Heute befinden sich hier die Foyers der Ebenen 1, 2 und 3.

### Hauptfoyer
Das rekonstruierte Hauptfoyer liegt im Hauptgeschoss über dem Vestibül und weist dementsprechend die gleichen Maße von fünf Achsen Breite und zwei Achsen Tiefe auf. Vorbild für seine architektonische Gestaltung war wahrscheinlich die Sala di Galatea in der römischen Villa Farnesina, die Lucae von seinen Italienreisen her kannte. Der Zugang erfolgte vom Treppenhausumgang des I. Ranges, heute vom Foyer der Ebene 3.

### Zuschauerraum und Bühne
Obwohl der Zuschauerraum für heutige Verhältnisse eher klein war, bot er aufgrund seiner dichten, gestaffelten Bestuhlung und seiner vier Ränge mehr als 2000 Besuchern Platz. Das hufeisenförmige, den ganzen Raum bis zu den Proszenien umspannende Rangsystem war als verkleideter Stahlskelettbau ausgeführt. Die Logen im Parterre sowie im I. und II. Rang waren den Spendern und Logenmietern vorbehalten, das übrige Publikum hatte nur Zugang zum Parkett sowie zum III. Rang und zur Galerie. Die Logen boten jeweils Platz für vier Personen, bis auf die aufwendig gestaltete Fremdenloge in der Mitte des I. und II. Rangs, die bei besonderen Anlässen aufwendig geschmückt wurde, beispielsweise als Kaiserloge zur Eröffnung des Opernhauses. Die beim Publikum besonders beliebten 24 Proszeniumslogen, davon 8 Doppellogen, boten 128 Zuschauern Platz. Der Zugang zum II. und III. Rang sowie zur Galerie erfolgte über Seitengänge, die durch Treppenhäuser in den Seitenrisaliten erschlossen waren. Im Hauptgeschoss auf der Ebene des I. Ranges war für alle Zuschauer der Übergang zum Foyer und zum Haupttreppenhaus möglich. Die Bühnenöffnung war 12,50 Meter hoch und 15 Meter breit. Der goldfarben stuckierte Bühnenrahmen war ein Werk des Frankfurter Malers Karl Julius Grätz. Zusammen mit der Hinterbühne war der Bühnenraum 28 Meter tief, 28 Meter breit und 35 Meter hoch.
Der Hauptvorhang nach einem Entwurf von Eduard von Steinle zeigte Figuren mit Szenen zu Goethes Faust. Vorne links diskutierten wie im Vorspiel auf dem Theater ein Theaterdirektor, ein Dichter und ein Narr, denen ein Souffleur aufmerksam folgte, während sich auf der rechten Seite eine Gruppe aus verschiedenen Musikern und Bühnenfächern auf ihren Auftritt vorbereiteten, beispielsweise der Liebhaber, der Held, die Soubrette und die Mutter.
Unterhalb des Zuschauerraumes im Erdgeschoss lagen die Maschinenräume der Belüftungsanlage mit der Mischkammer, in der die in die Innenräume geleitete Luft gefiltert und temperiert wurde, sowie die Maschinerie der Unterbühne. Das gesamte Gebäude war von zwei Untergeschossen unterkellert, die als Heizungs-, Lüftungs- und Lagerräume genutzt wurden. Zu den Neben- und Funktionsräumen im Mantelbau gehörten Empfangsräume, Garderoben, Probensäle und Büros.
Besonders aufwendig war die Beleuchtungsanlage im Zuschauerraum. Von der Decke hing ein prunkvoller Kronleuchter mit 300 Gasleuchten. Kreisförmig um die Deckenaufhängung des Kronleuchters waren zusätzlich 18 Sonnenbrenner installiert, besonders helle Gasleuchten, deren Abwärme über ein konisches Rohr auf das Dach abgeleitet wurde. An den Seiten des Proszeniums waren acht sechsflammige Wandarmleuchter installiert, im Säulenumgang des III. Ranges 17 jeweils zweiflammige Ampelleuchten. Jede Loge besaß zudem eine einzelne Gasleuchte an der Rückwand.
Beim Wiederaufbau als Konzert- und Kongresshaus wurden die gut erhaltenen Reste von Treppenhaus, Auditorium und Bühnenhaus völlig entkernt. An ihrer Stelle entstand ein Stahlbetonbau, der neben dem Großen Saal mit 2434 Plätzen und dem Mozartsaal mit 718 Plätzen drei Foyers enthält. Die früheren Probensäle in den hinteren Seitenrisaliten werden als Salons mit jeweils 72 Plätzen im Rahmen von Veranstaltungen genutzt.

### Orgel
Im Jahr 1880 baute die Firma E. F. Walcker & Cie. (Ludwigsburg) eine kleine Orgel mit zehn Registern auf einem Manual und Pedal ein. 1938 folgte ein Erweiterungsumbau auf 14 Register. Die heutige Orgel wurde 1981 von der Firma Karl Schuke (Berlin) als Opus 357 gebaut. Die untere Hälfte der achteckigen Öffnung in der Stirnseite des Podiums wird durch den Freipfeifenprospekt beherrscht. Darüber sind an einem Gitterwerk vier kleine Felder mit spiegelbildlich angebrachten Pfeifen zu sehen. Das Instrument verfügt über 62 Register mit insgesamt etwa 4700 Pfeifen, die auf drei Manuale und Pedal verteilt sind. Neben dem festen Spieltisch an der Orgel, der mittig unterhalb des Prospektes eingebaut ist, gibt es einen freistehenden Spieltisch auf dem Podium. Für das gesamte Werk ist eine Windabschwächung wählbar. Die Orgel hat mechanische Schleifladen und eine elektrische Registertraktur. Die Disposition lautet wie folgt:
| I Hauptwerk C–a3 |        |
| Praestant        | 16′    |
| Bordun           | 16′    |
| Principal        | 08′    |
| Flûte Harmonique | 08′    |
| Doppelflöte      | 08′    |
| Quinte           | 5 1⁄3′ |
| Oktave           | 04′    |
| Rohrflöte        | 04′    |
| Terz             | 3 1⁄5′ |
| Superoktave      | 02′    |
| Rauschpfeife II  | 2 ⁄3′  |
| Mixtur VI–VIII   | 02′    |
| Scharff IV       | 2⁄3′   |
| Cornett V (ab f) |        |
| Trompete         | 16′    |
| Trompete         | 08′    |
| Trompete         | 04′    |

| II Positiv C–a3 |        |
| Principal       | 08′    |
| Gedackt         | 08′    |
| Quintade        | 08′    |
| Oktave          | 04′    |
| Spitzflöte      | 04′    |
| Nazard          | 2 ⁄3′  |
| Superoktave     | 02′    |
| Waldflöte       | 02′    |
| Terz            | 1 3⁄5′ |
| Larigot         | 1 ⁄3′  |
| Sifflet         | 01′    |
| Scharff IV–V    | 1 ⁄3′  |
| Cymbel III      | 1⁄4′   |
| Dulcian         | 16′    |
| Cromorne        | 08′    |
| Tremulant       |        |

| III Schwellwerk C–a3 |       |
| Bordun               | 16′   |
| Geigenprinzipal      | 08′   |
| Rohrflöte            | 08′   |
| Gambe                | 08′   |
| Vox Celestis (ab c)  | 08′   |
| Oktave               | 04′   |
| Nachthorn            | 04′   |
| Viola                | 04′   |
| Piccolo              | 02′   |
| Sesquialtera II      |       |
| Fourniture V         | 2 ⁄3′ |
| Basson               | 16′   |
| Trompette Harmonique | 08′   |
| Hautbois             | 08′   |
| Chamade              | 08′   |
| Clairon              | 04′   |
| Tremulant            |       |

| Pedal C–g1   |     |
| Untersatz    | 32′ |
| Principal    | 16′ |
| Subbass      | 16′ |
| Zartbass     | 16′ |
| Oktave       | 08′ |
| Bassflöte    | 08′ |
| Superoktave  | 04′ |
| Rohrgedackt  | 04′ |
| Nachthorn    | 02′ |
| Hintersatz V | 04′ |
| Bombarde     | 32′ |
| Posaune      | 16′ |
| Trompete     | 08′ |
| Feldtrompete | 04′ |

### Bauplastik
Das Figurenprogramm lässt sich in zwei thematisch unterschiedliche Zonen einteilen. Die Figuren am Kernbau gehören sämtlich einem mythologischen Themenkreis an. Den Giebel der Hauptfassade bekrönte bis zur Zerstörung 1944 ein in Zink gegossener Pegasus. Das Werk von Ludwig Brunow zeigte den Moment, als das Flügelroß mit seinem Hufschlag die zum Dichten begeisternde, dem Apollon und den Musen heilige Quelle Hippokrene entspringen lässt. 1981 gestaltete Georg Hüter die Figur in Anlehnung an das verloren gegangene Vorbild neu. Die Nachschöpfung geriet allerdings nach dem Urteil des damaligen Frankfurter Denkmalschützers Heinz Schomann zu einem „vom feurigen Vollblut zum trägen Kaltblüter verdickten Pegasus“.
Der rückseitige Giebel trug eine Figurengruppe von Friedrich Schierholz: Eine Frauenfigur als Sinnbild der Poesie unterrichtet einen Genius. Das darunterliegende Giebelrelief stammt von Karl Rumpf. Es zeigt in der Mitte die drei Parzen Atropos, Klotho und Lachesis, links und rechts von ihnen Figuren, die die verschiedenen Lebensalter personifizieren: Amor und Psyche, Geburt, Jugend, Mannesalter und Tod. Während die Figuren im linken Giebelfeld für das heitere Leben stehen, symbolisiert die Gruppe im rechten Giebelfeld den Ernst des Lebens.
Das Relief im Frontgiebel, ein Werk von Gustav Kaupert, zeigt in der Mitte die drei Chariten Aglaia, Euphrosyne und Thalia, stehend und von einem Kranz blühender Rosen umschlungen. Die Figuren im linken Giebelfeld repräsentieren die Komödie, ein widerstrebender Panther, den zwei Amoretten zu Bacchus führen, dem sich Jokus zugesellt, der Gott des Scherzes. Die Figuren im rechten Giebelfeld stehen für die tragische Dichtung: Ein Todesgenius mit gesenkter Fackel und einer Tragödienmaske, daneben eine ältere Frau – Symbol der Schuld – in deren Schoß sich eine junge Frau wirft, während rechts eine Furie auf sie lauert.
Zu beiden Seiten der Giebel sowie über den Seitenrisaliten stehen acht Figurengruppen aus jeweils drei nackten Genien, die sich an den Händen fassen und Rücken an Rücken um einen Kandelaber stehen. Die Originale von Emil Hundrieser wurden im Krieg zerstört und beim Wiederaufbau durch Kopien ersetzt, allerdings ohne die Gasfackeln, welche früher bei besonderen Anlässen festlich illuminiert wurden.
Unterhalb des Giebelfeldes sind in die Fassade des Kernbaus an der Frontseite vier Nischen eingelassen, ebenso an den Seiten und an der Rückseite. Die 16 Nischen nehmen allegorische Frauengestalten in antiken Gewändern auf: An der Hauptfassade Tragödie, Komödie, Tanz und Poesie, an der Westseite Wahrheit, Eitelkeit, Frohsinn und Ehre, an der Nordseite Rache, Musik, Terpsichore und Kalliope und an der Ostseite Märchen, Volkslied, Sage und Geschichte. Die Figuren stammen von Gustav Herold, Heinrich Petry, Wilhelm Schwind, Rudolf Eckhardt und Friedrich Schierholz. Zwischen den Figurennischen ist die Fassade mit Sgraffito geschmückt.
Den Giebel des Mantelbaus schmückte ursprünglich eine aus Zink gegossene Figurengruppe des Apollon musagetes auf einem von zwei Greifen gezogenen Wagen. Das Werk des Berliner Bildhauers Erdmann Encke ging im Krieg verloren. Kritiker bemängelten schon zur Eröffnung des Opernhauses, die zum Sprung in die Luft bereiten Greifen nähmen eine Haltung ein, als ob sie „sich zum Vortrag eines vierhändischen Klavierstückes anschickten“, und Friedrich Stoltze bezeichnete die Figurengruppe respektlos als „Apollo in der Badebütt“.
Die beim Wiederaufbau auf den Giebel gesetzte Pantherquadriga von Franz Krüger befand sich ursprünglich auf dem 1902 errichteten Schauspielhaus an der Gallusanlage. Sie war 1962 beim Abbruch der Jugendstilfassade des Schauspielhauses nach Wehrheim verkauft worden, wo sie rund 10 Jahre lang in einem Garten stand. 1973 wurde sie an einen Schrotthändler in Nieder-Eschbach abgegeben, wo sie ein Photograph der Frankfurter Rundschau zufällig entdeckte. Eine Anfrage beim Stadtarchiv bestätigte, dass es sich tatsächlich um die verschollene Quadriga des Schauspielhauses handelte. Da der städtische Kulturetat den geforderten Kaufpreis von 25.000 Mark nicht aufbrachte, erwarb die „Aktionsgemeinschaft Alte Oper“ das Kunstwerk von dem Schrotthändler und ließ es auf den Giebel stellen.
Für die Akroterien des Giebelfeldes schuf Gustav Herold zwei weibliche Figuren, die Recha aus Lessings Nathan der Weise und die Isabella aus Schillers Die Braut von Messina. Das Relief im Giebelfeld stammt von Erich Hundrieser. Im Zentrum steht das Frankfurter Stadtwappen, an das sich zwei liegende nackte Männerfiguren anlehnen, allegorische Darstellungen der Flüsse Main und Rhein. Der Fries unterhalb des Giebelreliefs trägt die Inschrift DEM WAHREN SCHOENEN GUTEN, ein abgewandeltes Zitat aus Goethes Gedicht Epilog zu Schillers Glocke. Die widmende Dativform ist als Hommage an den berühmtesten Frankfurter zu verstehen, der auch Direktor der Weimarer Hofbühne war. Die ursprünglichen Fassadenentwürfe des Opernhauses trugen noch den Spruch APOLLINI ET MUSIS DEDICATUM OPUS ANNO MDCCCLXXI, eine konventionelle lateinische Widmung an Apoll und die Musen mit der damals üblichen Jahreszahl. Kritiker monierten die schließlich gewählte Widmung, da das Theater letztlich nicht dem Wahren, sondern dem „Kultus der schönen Täuschung“ gewidmet sei.
Die Fassade des Hauptgeschosses ist mit 24 Medaillons über den Fensterachsen an Front- und Rückseite sowie an den vier Seitenrisaliten geschmückt, die von den Bildhauern Gustav Herold, Max Wiese und Ludwig Tendlau stammen. Sie zeigen Porträts berühmter Dramatiker und Komponisten aller Epochen. Unter den elf Komponisten sind drei französische (Auber, Boieldieu, Méhul), drei italienische (Cherubini, Rossini, Spontini) und fünf deutsche (Beethoven, Gluck, Meyerbeer und Weber). Von den dreizehn Dramatikern repräsentieren drei (Äschylus, Sophokles und Euripides) das klassische Drama der Antike; die Neuzeit vertreten neben Shakespeare zwei spanische (Lope de Vega, Calderon), drei französische (Corneille, Molière und Racine) und vier deutsche Dichter (Lessing, Schiller, Kleist, Grillparzer). Drei Medaillons wurden beim Einsturz der Nordostfassade 1944 zerstört (Euripides, Sophokles und Äschylus) und 1980 nach Photographien rekonstruiert.
Zwei bedeutende Künstler erhielten keine Medaillons, sondern überlebensgroße Statuen in den äußeren Arkaden der Hauptfassade: rechts Goethe, ein Werk Gustav Herolds, links Mozart von Friedrich Schierholz.

## Galerie

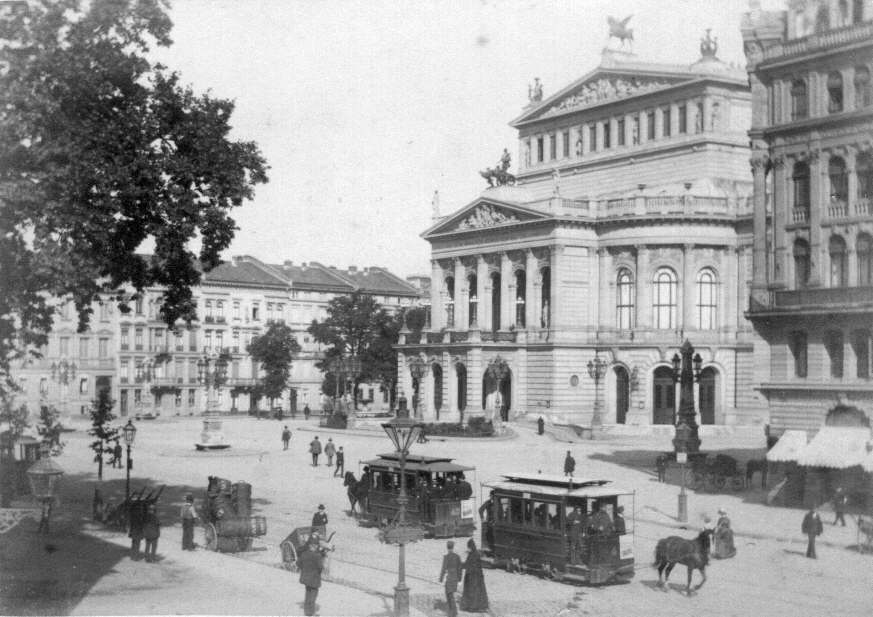
Opernplatz im 19. Jahrhundert
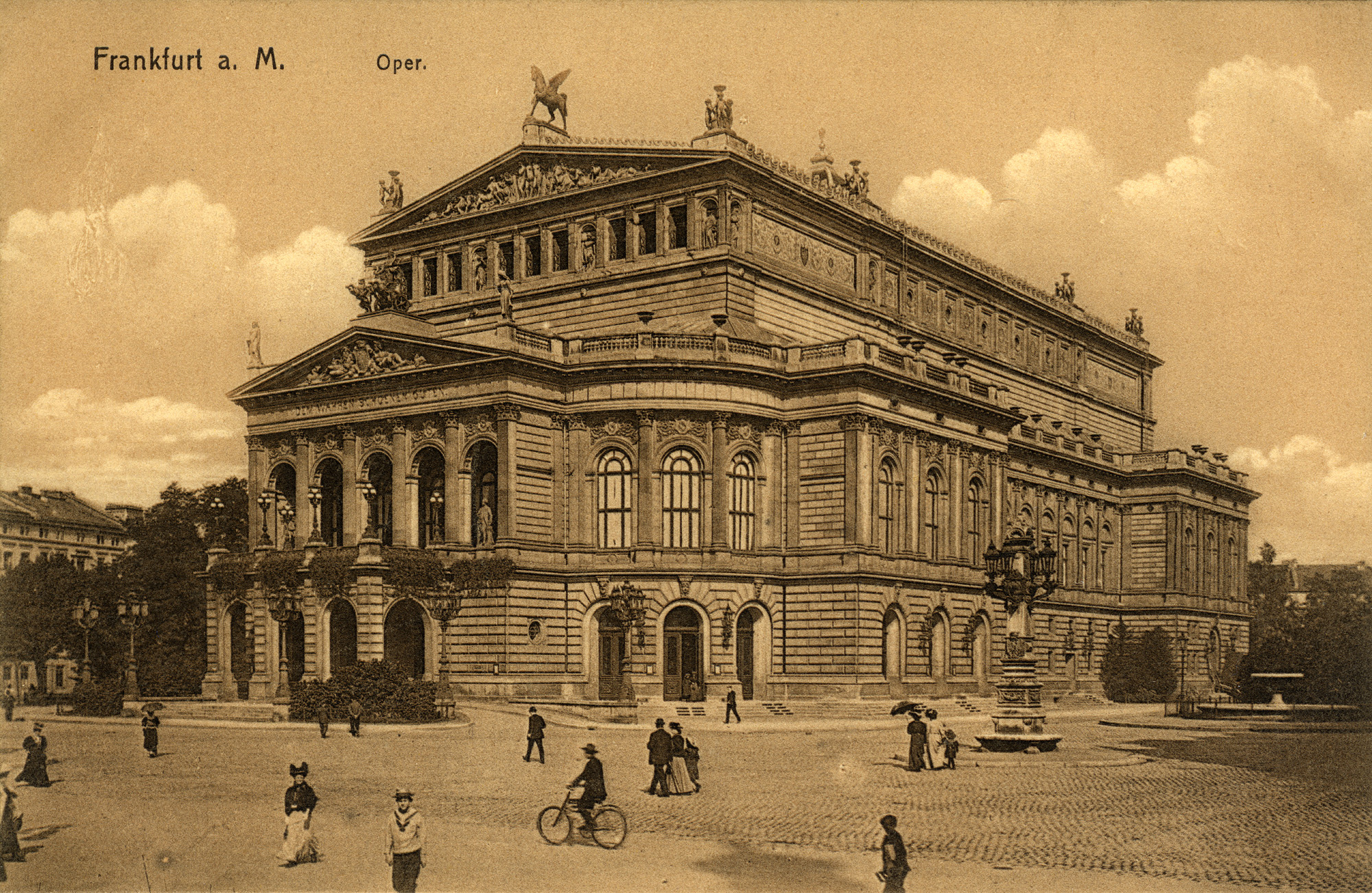
Lichtdruck-Postkarte der Alten Oper um 1900
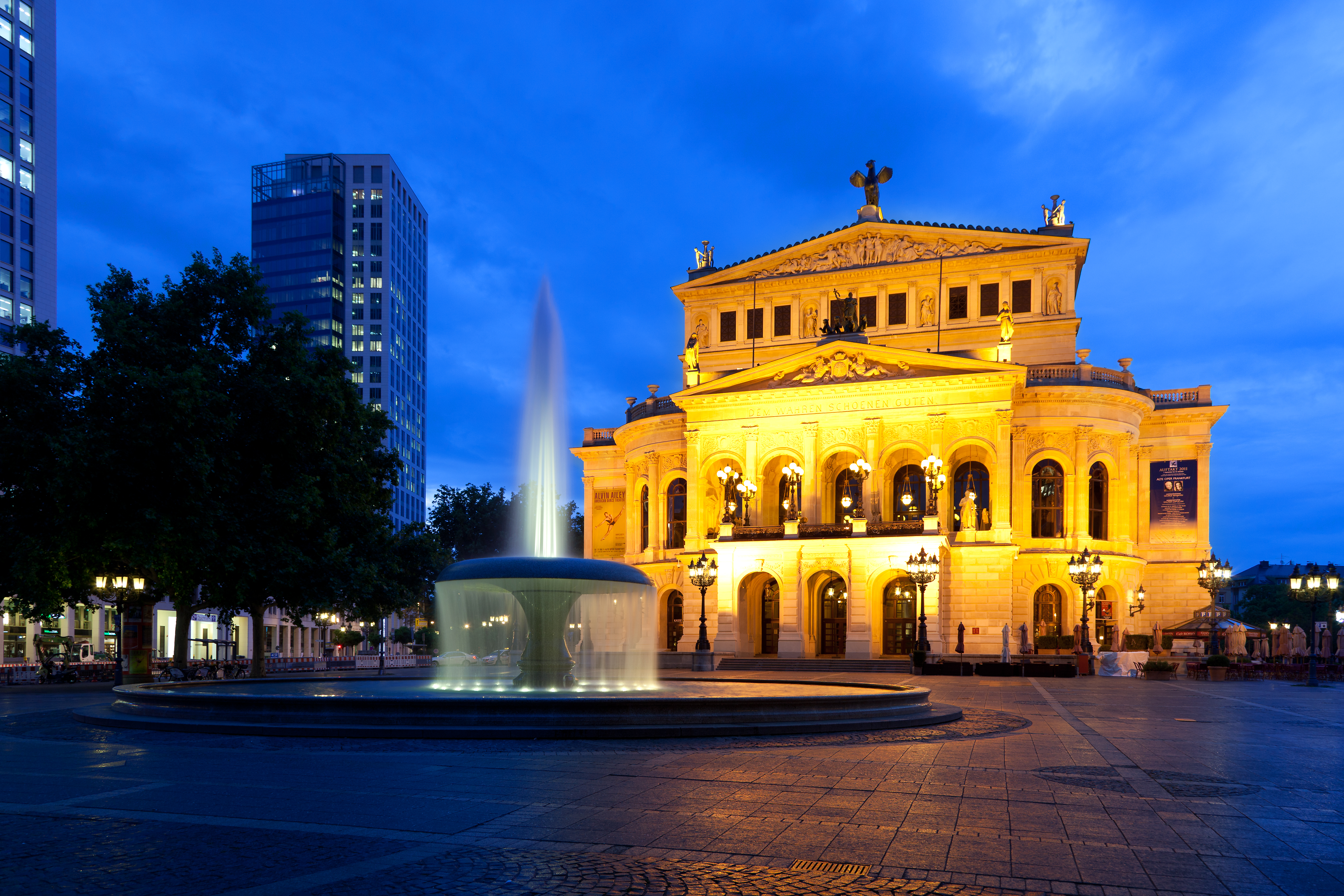
Beleuchtete Alter Oper mit Lucae-Brunnen
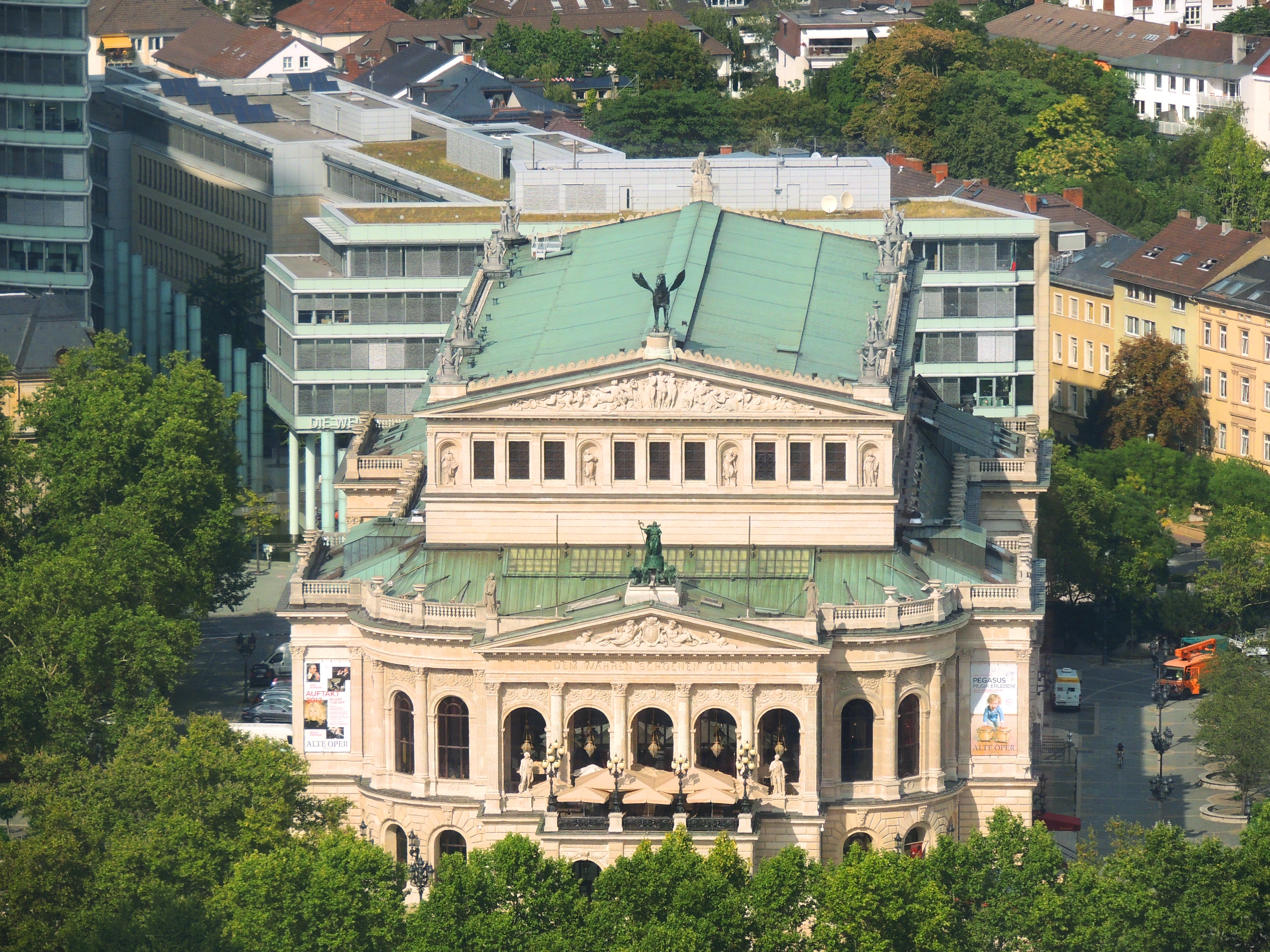
Draufsicht vom Silberturm
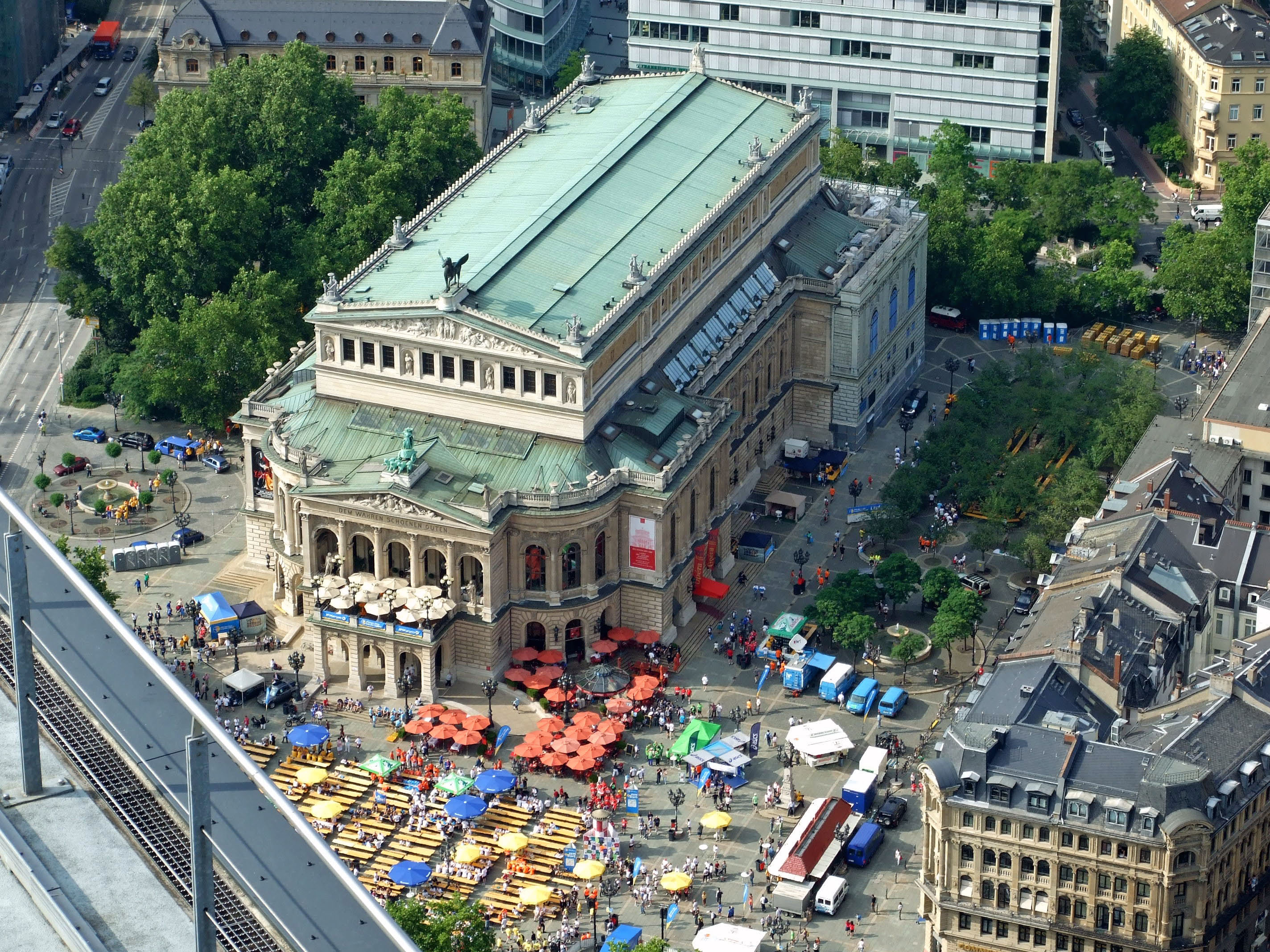
Das Opernhaus gesehen vom Main Tower
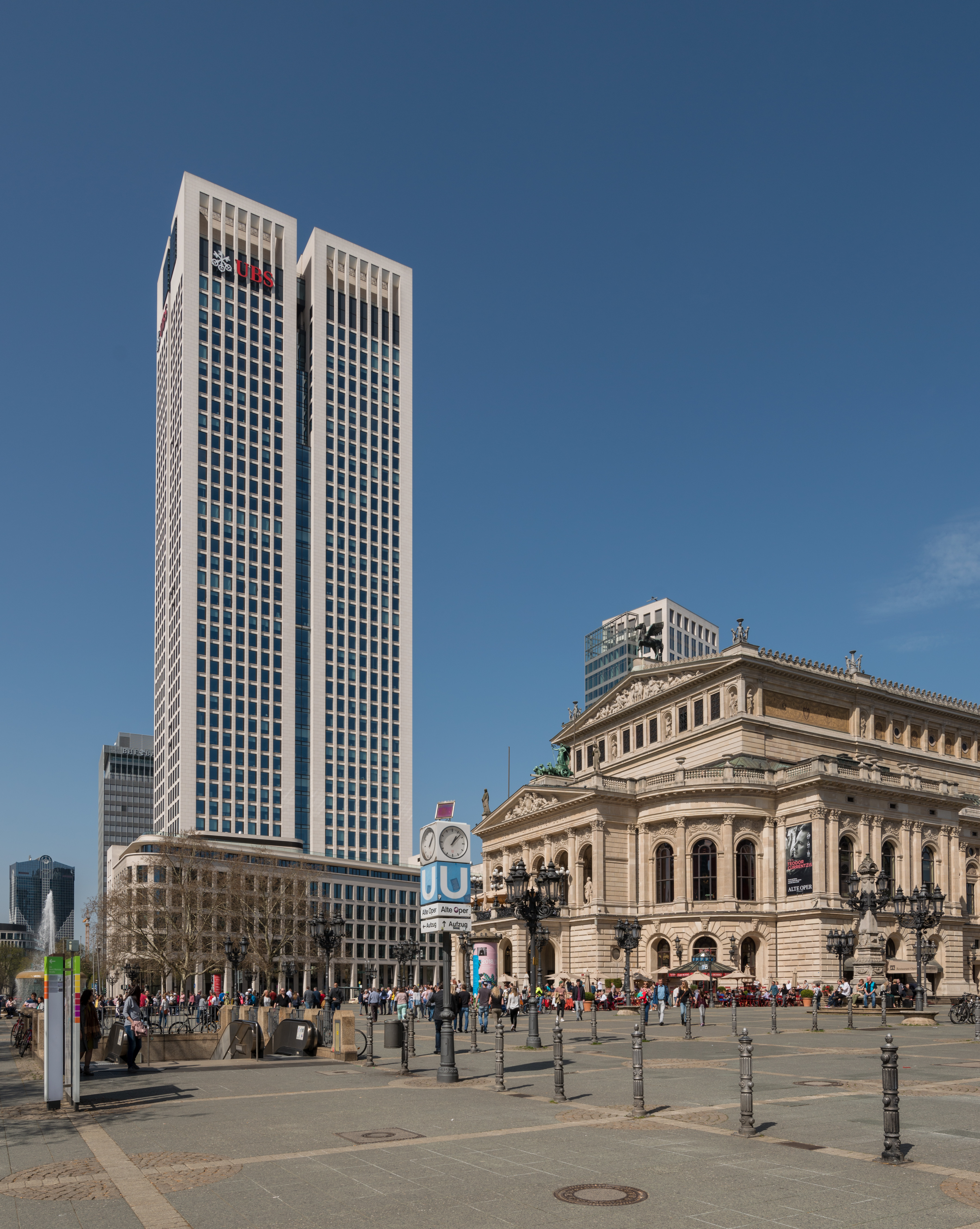
Die Alte Oper mit dem Opernturm
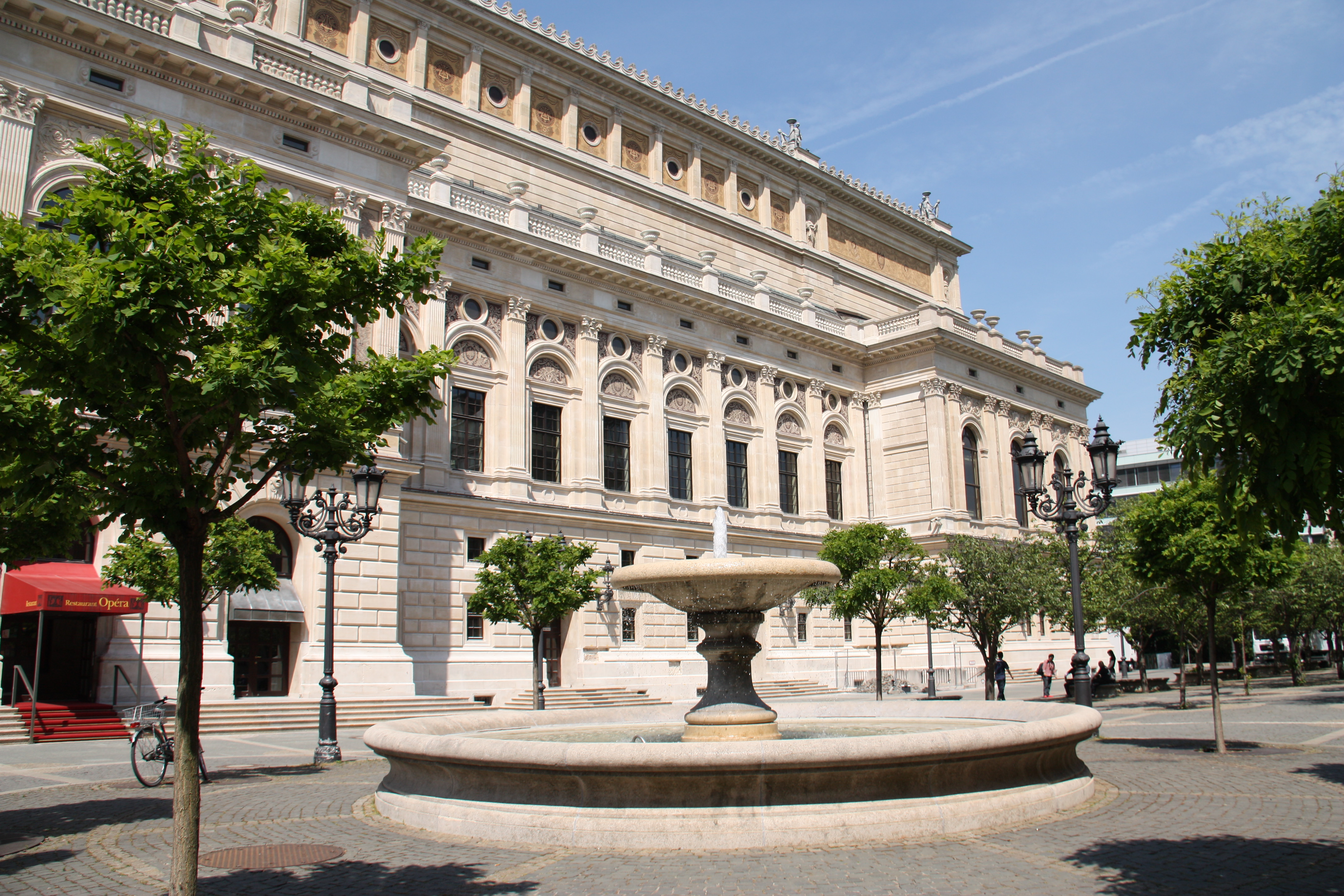
Seitenansicht mit Springbrunnen
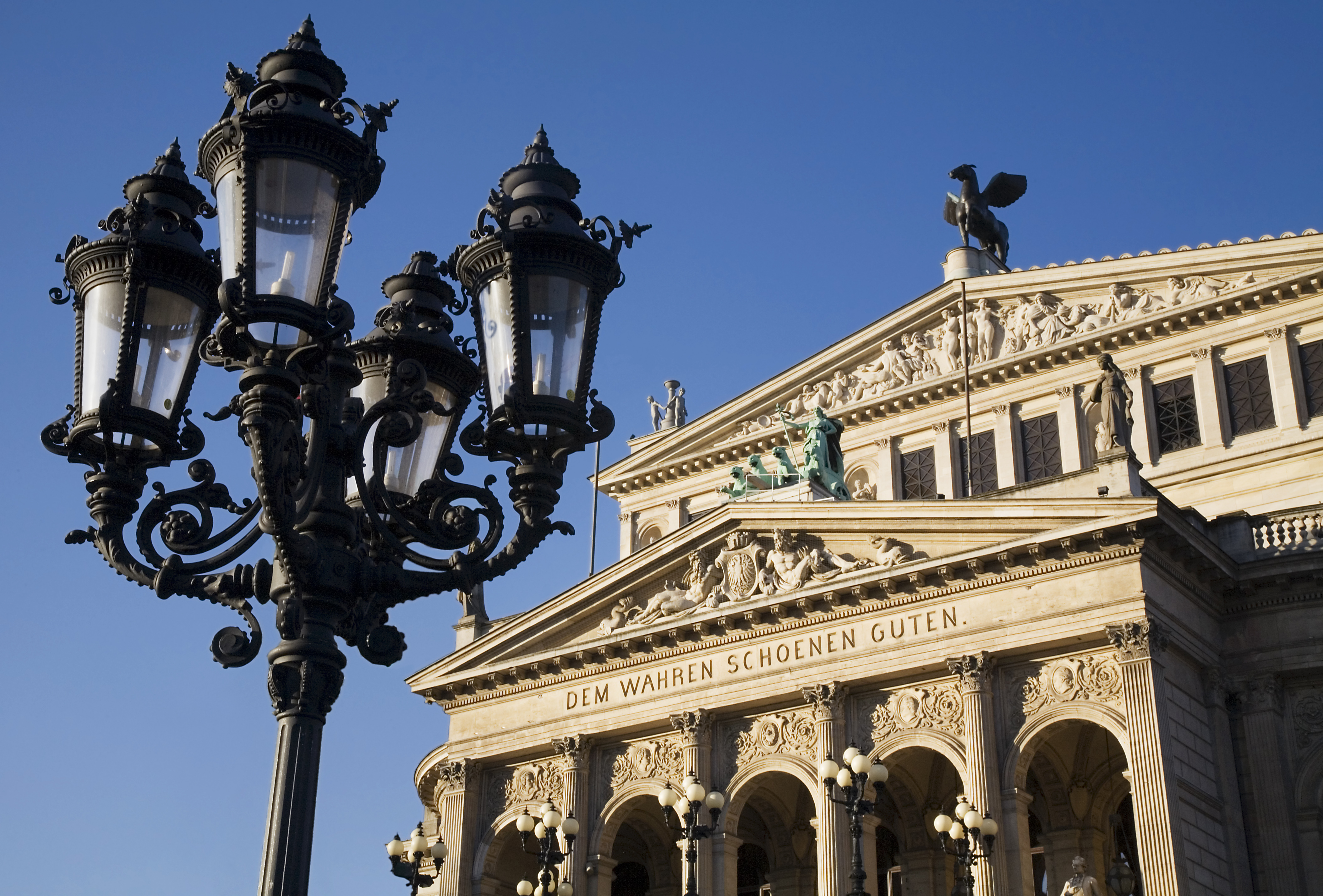
Straßenleuchte an der Alten Oper
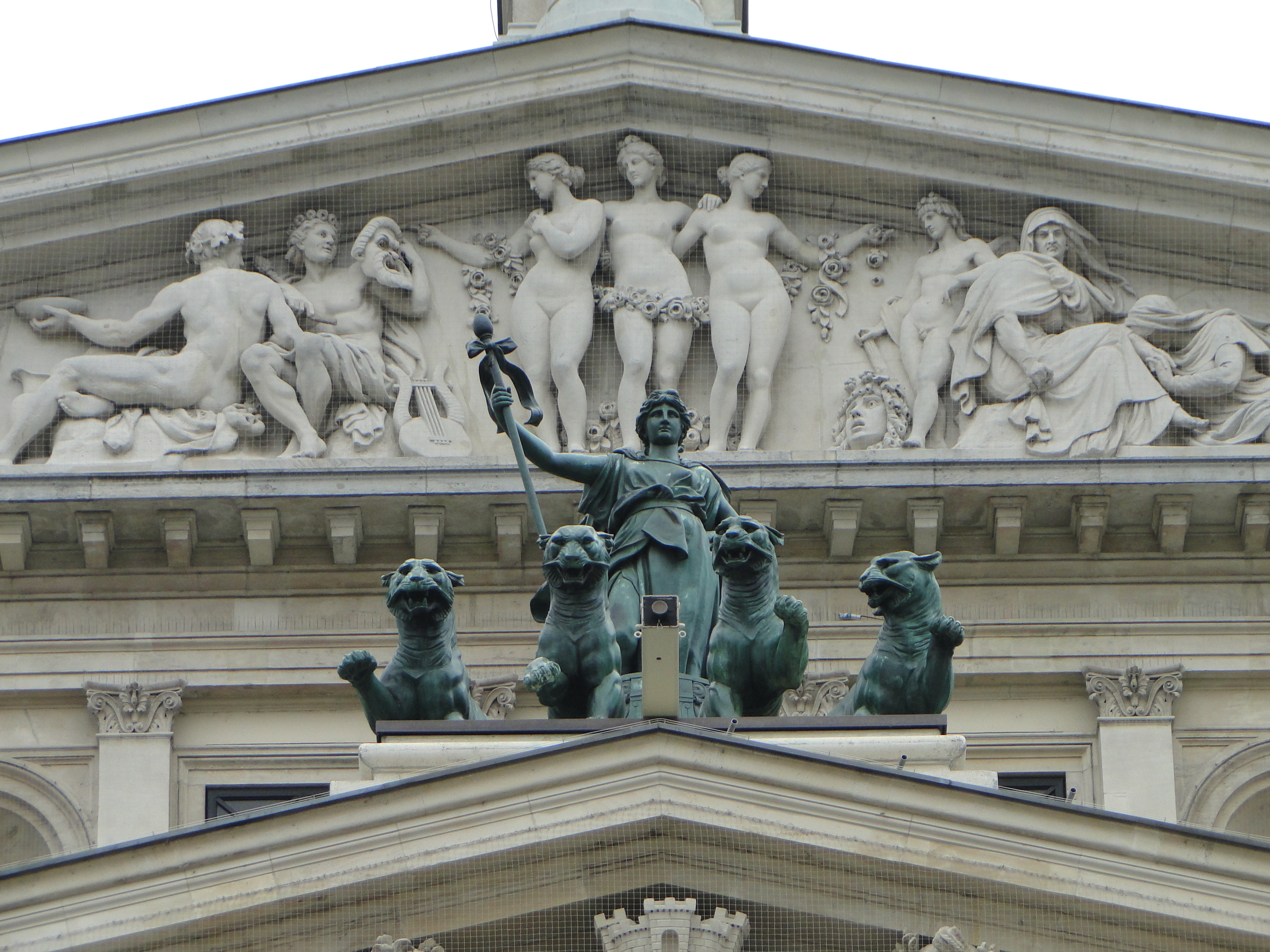
Die Pantherquadriga befand sich historisch am Schauspielhaus.
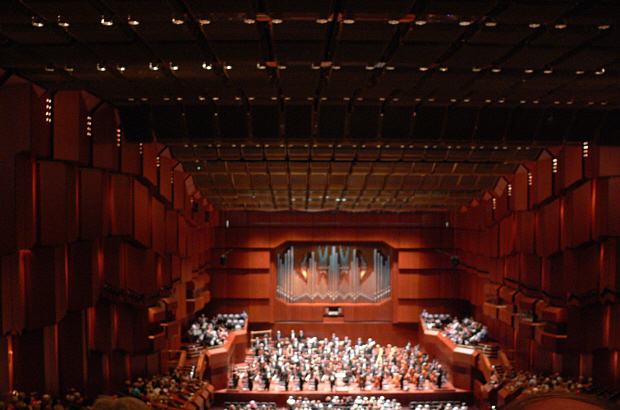
Der Große Saal